# Nasaf Qarshi
El Nasaf Qarshi (en uzbeko: «Насаф» Қарши футбол клуби, en ruso: ПФК «Насаф» Карши) es un club de fútbol uzbeko de la ciudad de Qarshi que participa en la Liga de fútbol de Uzbekistán, la liga de fútbol más importante del país.
Fue fundado en 1986 y revivido en 1997 después de varios años de disolución. Desde la temporada 1997 ha sido un participante regular en el Campeonato de liga de Uzbekistán, convirtiéndose en uno de los clubes de fútbol más fuertes y famosos en Uzbekistán de los tiempos modernos. Ha sido subcampeón de liga en 2011 y 2017 y fue campeón de copa en 2015. El Nasaf se proclamó campeón de la Copa AFC 2011, el primer club uzbeko que consigue un torneo internacional.

## Historia

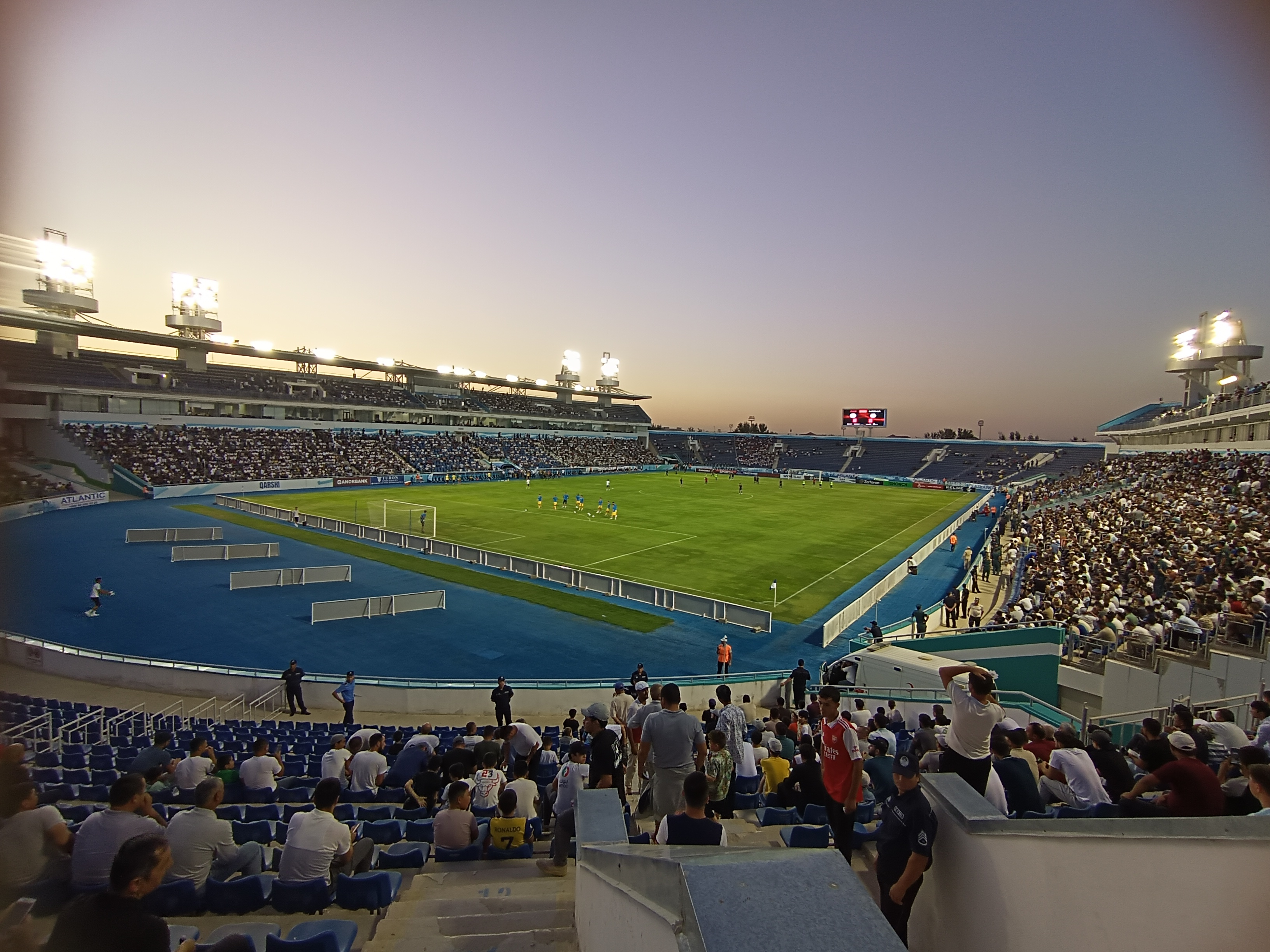
Estadio Markaziy.

Fue fundada en 1985 (según otros datos, el año de fundación del club se considera 1986, aunque el club comenzó a actuar en torneos desde 1985) en Qarshi con el nombre de Geolog («Geólogo»). En la temporada de 1985, participó en la Segunda División Soviética de Fútbol, según los resultados del campeonato, Geolog ocupó el 12.º lugar entre 17 equipos en la 7.ª zona. En la siguiente temporada de 1986, el Geólogo de Qarshi ocupó el último lugar 19 en la séptima zona de la Segunda Liga. En las temporadas de 1987, 1988, 1989, el Geólogo no participó en las ligas de toda la Unión, y aparentemente participó en el Campeonato de la RSS de Uzbekistán.
Después del colapso de la Unión Soviética y la independencia de Uzbekistán en la segunda mitad de 1991, desde 1992 todas las antiguas repúblicas soviéticas que formaban parte de la URSS comenzaron a celebrar sus propios campeonatos nacionales y Uzbekistán no fue la excepción. En 1992, el nombre del club de Qarshi pasó a llamarse Pakhtachi. En la primera temporada en la historia del Campeonato de Uzbekistán, el Pakhtachi se incluyó en la Primera Liga, la segunda en términos de nivel e importancia de la liga de fútbol de Uzbekistán. Al final de la primera temporada de la Primera Liga, el Pakhtachi Qarshi ocupó el noveno lugar entre 16 equipos. En 1993, el club pasó a llamarse Nasaf. Antes de la temporada de 1996, el Nasaf participó en la Primera Liga de Uzbekistán. En 1996, el club de Qarshi se llamaba Dynamo-Nasaf.
Antes de la temporada de 1997, la región de Kashkadar tenía al Mash'al de la ciudad de Muborak, que defendía el honor de la región (provincia) en la Liga más alta de Uzbekistán, pero este fue transferido a la Primera Liga de Uzbekistán (segunda división), y el Nasaf Qarshi ocupaba su lugar en la Liga Superior.
En su debut en la máxima división, el Nasaf acabó el campeonato en el sexto lugar entre 18 equipos. En las temporadas de 1998 y 1999 seguidas ocupó el quinto lugar. En la temporada 2000 terminó tercero. En 2001, repitió su resultado, y en las siguientes tres temporadas seguidas, fue cuarto.
En 2010, el club compró un número de jugadores y cambió su equipo significativamente, así como su entrenador. Además, la sede principal del club se reconstruyó al final de la temporada 2008-2009. El entrenador en jefe Viktor Kumykov fue despedido luego de que el equipo enfrentara derrotas ante los principales oponentes de la liga, el Bunyodkor y Pakhtakor. El 10 de agosto de 2010, Anatoliy Demyanenko, una vez el jugador del año en la antigua URSS y exentrenador del Dynamo Kiev, fue presentado como el nuevo entrenador en jefe durante la primera ronda de la temporada 2009-2010.
En la temporada 2011, el Nasaf representó al país en la Copa AFC y terminó la fase de grupos con un excelente resultado de sexta victoria consecutiva, al vencer a Al Tilal en el último partido de la fase de grupos. En marzo y abril, Nasaf se mantuvo invicto en 12 partidos, ganando 10 y empatando dos, logrando el pase a la final. El 29 de octubre de 2011, en el partido final, Nasaf ganó al Kuwait SC por 2–1 y se convirtió en el primer equipo de Uzbekistán en ganar un título internacional de la AFC. En la Liga de Uzbekistán, el club terminó segundo, jugando el último y decisivo partido de campeonato contra Pakhtakor y anotando un penal de último minuto para empatar 1–1.

## Palmarés

### Torneos Nacionales
- Super Liga de Uzbekistán (1): 2024
- Copa de Uzbekistán (4): 2015, 2021, 2022, 2023
- Supercopa de Uzbekistán (3): 2016, 2023, 2024
- Subcampeón de la Super Liga de Uzbekistán (3): 2011, 2017, 2020, 2023
- Subcampeón de la Copa de Uzbekistán (5): 2003, 2011, 2012, 2013, 2016

### Torneos internacionales (1)
- Copa de la AFC (1): 2011

## Participación en competiciones de la AFC

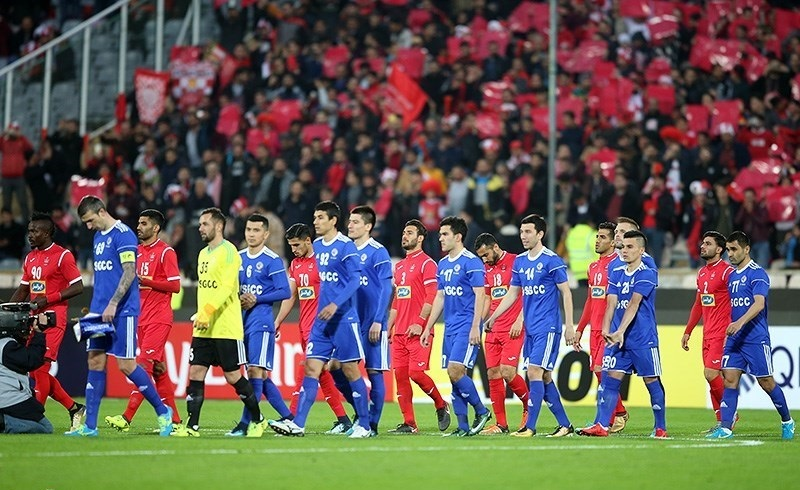
Nasaf Qarshi FC VS Persepolis

| Temporada | Torneo                      | Ronda                        | Club                    | Casa | Visita | Global      |
| --------- | --------------------------- | ---------------------------- | ----------------------- | ---- | ------ | ----------- |
| 2002      | Copa de Clubes de Asia      | 1                            | Köpetdag Aşgabat        | 2-0  | 1-0    | 3-0         |
| 2002      | Copa de Clubes de Asia      | 2                            | Umed Dushanbe           | 4-1  | 3-2    | 7-3         |
| 2002      | Copa de Clubes de Asia      | 3                            | Al-Wahda                |      |        | 2-1         |
| 2002      | Copa de Clubes de Asia      | 3                            | Al Kuwait Kaifan        |      |        | 1-1         |
| 2002      | Copa de Clubes de Asia      | 3                            | Esteghlal FC            |      |        | 1-1         |
| 2002      | Copa de Clubes de Asia      | Semifinales                  | Suwon Samsung Bluewings |      |        | 0-3         |
| 2010      | Copa de la AFC              | Grupos                       | Kazma SC                | 1-2  | 0-0    | 1º Lugar    |
| 2010      | Copa de la AFC              | Grupos                       | Al-Jaish SC             | 1-1  | 2-1    | 1º Lugar    |
| 2010      | Copa de la AFC              | Grupos                       | Al Ahed                 | 4-0  | 4-0    | 1º Lugar    |
| 2010      | Copa de la AFC              | Cuartos de final             | Al Karamah FC           | x    | 0-1    | 0-1         |
| 2011      | Copa de la AFC              | Grupos                       | Al-Tilal Aden           | 7-1  | 3-2    | 1º Lugar    |
| 2011      | Copa de la AFC              | Grupos                       | Al Ansar Beirut         | 3-0  | 4-1    | 1º Lugar    |
| 2011      | Copa de la AFC              | Grupos                       | Dempo SC                | 9-0  | 4-0    | 1º Lugar    |
| 2011      | Copa de la AFC              | Octavos de final             | Al-Faisaly              | 1-0  | x      | 2-1         |
| 2011      | Copa de la AFC              | Cuartos de final             | Chonburi FC             | 1-0  | 0-1    | 1-1 (4-3 p) |
| 2011      | Copa de la AFC              | Semifinales                  | Al-Wahdat               | 1-0  | 1-1    | 2-1         |
| 2011      | Copa de la AFC              | Final                        | Al Kuwait Kaifan        |      |        | 2-1         |
| 2012      | Liga de Campeones de la AFC | Grupos                       | Al-Jazeera              | 1-4  | 2-4    | 4º Lugar    |
| 2012      | Liga de Campeones de la AFC | Grupos                       | Esteghlal FC            | 0-0  | 0-2    | 4º Lugar    |
| 2012      | Liga de Campeones de la AFC | Grupos                       | Al-Rayyan               | 1-3  | 0-1    | 4º Lugar    |
| 2014      | Liga de Campeones de la AFC | 2                            | El Jaish SC             | x    | 5-1    | 5-1         |
| 2015      | Liga de Campeones de la AFC | Grupos                       | Tractor Sazi FC         | 2-1  | 1-2    | 3º Lugar    |
| 2015      | Liga de Campeones de la AFC | Grupos                       | Al-Ahli                 | 0-1  | 0-0    | 3º Lugar    |
| 2015      | Liga de Campeones de la AFC | Grupos                       | Al-Ahli                 | 0-0  | 1-0    | 3º Lugar    |
| 2016      | Liga de Campeones de la AFC | Grupos                       | Al-Ahli                 | 2-1  | 2-1    | 4º Lugar    |
| 2016      | Liga de Campeones de la AFC | Grupos                       | Al-Ain                  | 1-1  | 2-0    | 4º Lugar    |
| 2016      | Liga de Campeones de la AFC | Grupos                       | El-Jaish SC             | 0-0  | 1-0    | 4º Lugar    |
| 2017      | Liga de Campeones de la AFC | 2                            | Hidd SCC                | 4-0  | ---    | 4-0         |
| 2017      | Liga de Campeones de la AFC | Play-offs                    | Al-Fateh                | ---  | 1-0    | 1-0         |
| 2018      | Liga de Campeones de la AFC | Play-offs                    | Al-Faisaly              | 5-1  | ---    | 5-1         |
| 2018      | Liga de Campeones de la AFC | Grupos                       | Persépolis FC           | 0-0  | 0-3    | 3º Lugar    |
| 2018      | Liga de Campeones de la AFC | Grupos                       | Al-Wasl                 | 1-0  | 2-1    | 3º Lugar    |
| 2018      | Liga de Campeones de la AFC | Grupos                       | Al-Sadd                 | 1-0  | 0-4    | 3º Lugar    |
| 2021      | Copa de la AFC              | Grupos                       | FC Alay                 | 4-0  | 4-0    | 1º Lugar    |
| 2021      | Copa de la AFC              | Grupos                       | FK Khujand              | 3-0  | 3-0    | 1º Lugar    |
| 2021      | Copa de la AFC              | Grupos                       | FK Altyn Asyr           | 2-0  | 2-0    | 1º Lugar    |
| 2021      | Copa de la AFC              | Final Zona Asia Central      | FC Ahal                 | 3-2  | 3-2    | 3-2         |
| 2021      | Copa de la AFC              | Semifinal play-off interzona | Mohun Bagan SG          | 6-0  | 6-0    | 6-0         |
| 2021      | Copa de la AFC              | Final play-off interzona     | Lee Man                 | 3-2  | 3-2    | 3-2         |
| 2021      | Copa de la AFC              | Final                        | Al-Muharraq             | 0-3  | 0-3    | 0-3         |
| 2022      | Liga de Campeones de la AFC | Play-off                     | Baniyas                 | 2-0  | 2-0    | 2-0         |
| 2022      | Liga de Campeones de la AFC | Grupos                       | Al-Sadd                 | 3-1  | 1-1    | 2º Lugar    |
| 2022      | Liga de Campeones de la AFC | Grupos                       | Al-Wahdat               | 2-0  | 2-2    | 2º Lugar    |
| 2022      | Liga de Campeones de la AFC | Grupos                       | Al-Faisaly              | 0-1  | 0-0    | 2º Lugar    |
| 2022      | Liga de Campeones de la AFC | Octavos de final             | Al-Shabab               | 0-2  | 0-2    | 0-2         |

## Gerencia
| Oficio             | Nombre              |
| ------------------ | ------------------- |
| Presidente         | Alisher Sultonov    |
| Vicepresidente     | Abdurashid Pardaev  |
| Gerente en Jefe    | Usmon Toshev        |
| Director deportivo | Ni Vitaliy          |
| Director ejecutivo | Kontstantin Novikov |
| Secretario         | Aziz Nurov          |

## Cuerpo técnico
| Posición               | Nombre               |
| ---------------------- | -------------------- |
| Entrenador             | Ruziqul Berdiev      |
| Asistente Entrenador   | Shukhrat Toshpulatov |
| Entrenador de Porteros | Asliddin Khsanov     |
| Doctor                 | Maruf Berdiev        |
| Administrador          | Valijon Normatov     |
| Masajista              | Khamza Mavlonov      |

## Entrenadores desde 1997
| Nombre              | Nacionalidad | Periodo |
| ------------------- | ------------ | ------- |
| Victor Borisov      | Uzbekistán   | 1997-98 |
| Victor Makarov      | Uzbekistán   | 1998-99 |
| Bakhodir Davlatov   | Uzbekistán   | 2000-04 |
| Oleh Morozov        | Ucrania      | 2005    |
| Bakhrom Khakimov    | Uzbekistán   | 2006    |
| Vladimir Fomichyov  | Kazajistán   | 2007    |
| Victor Kumykov      | Rusia        | 2008-10 |
| Anatoliy Demyanenko | Ucrania      | 2010-12 |
| Ruziqul Berdiev     | Uzbekistán   | 2012-   |